# Maślanka wrzosowa

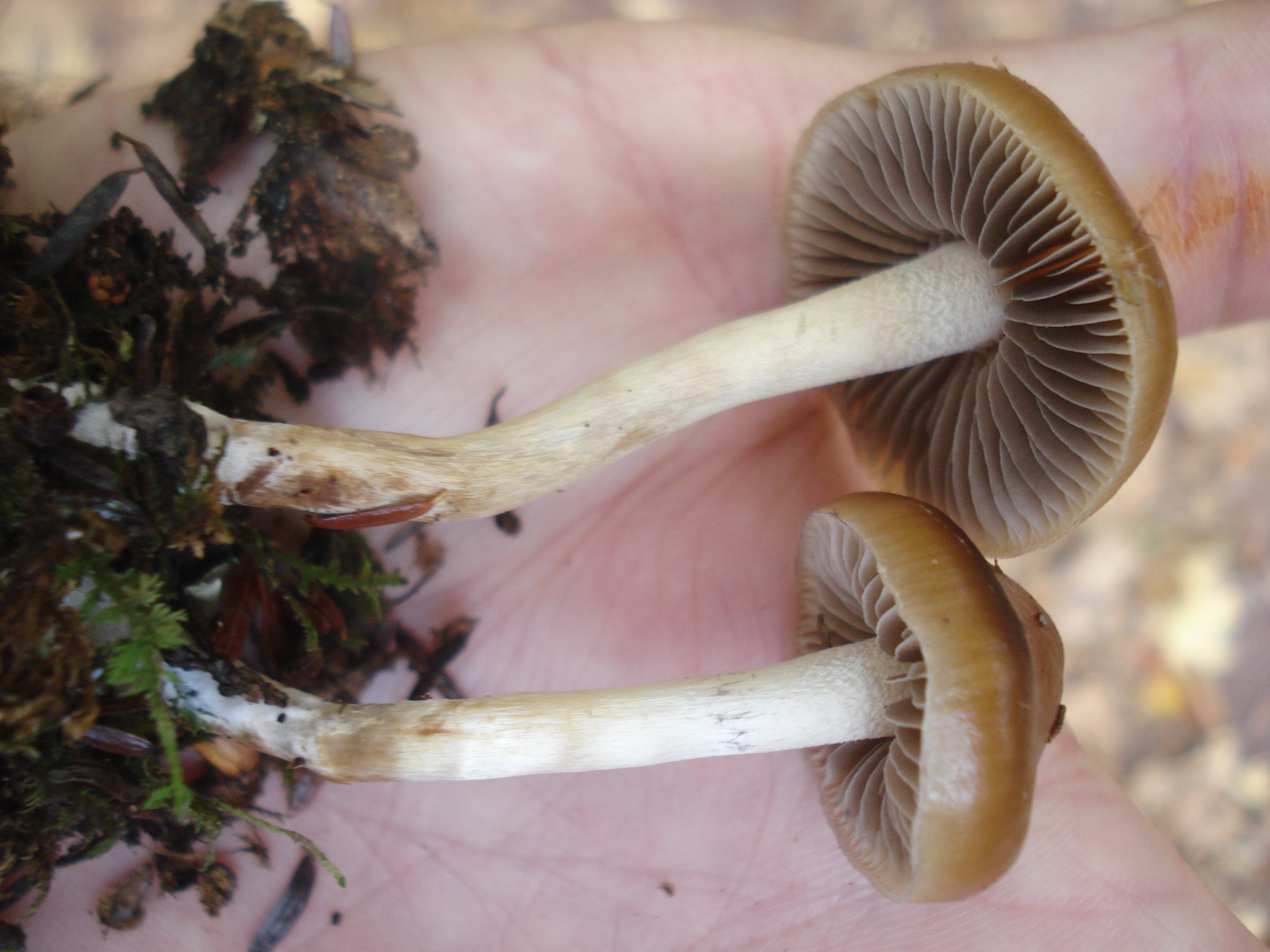

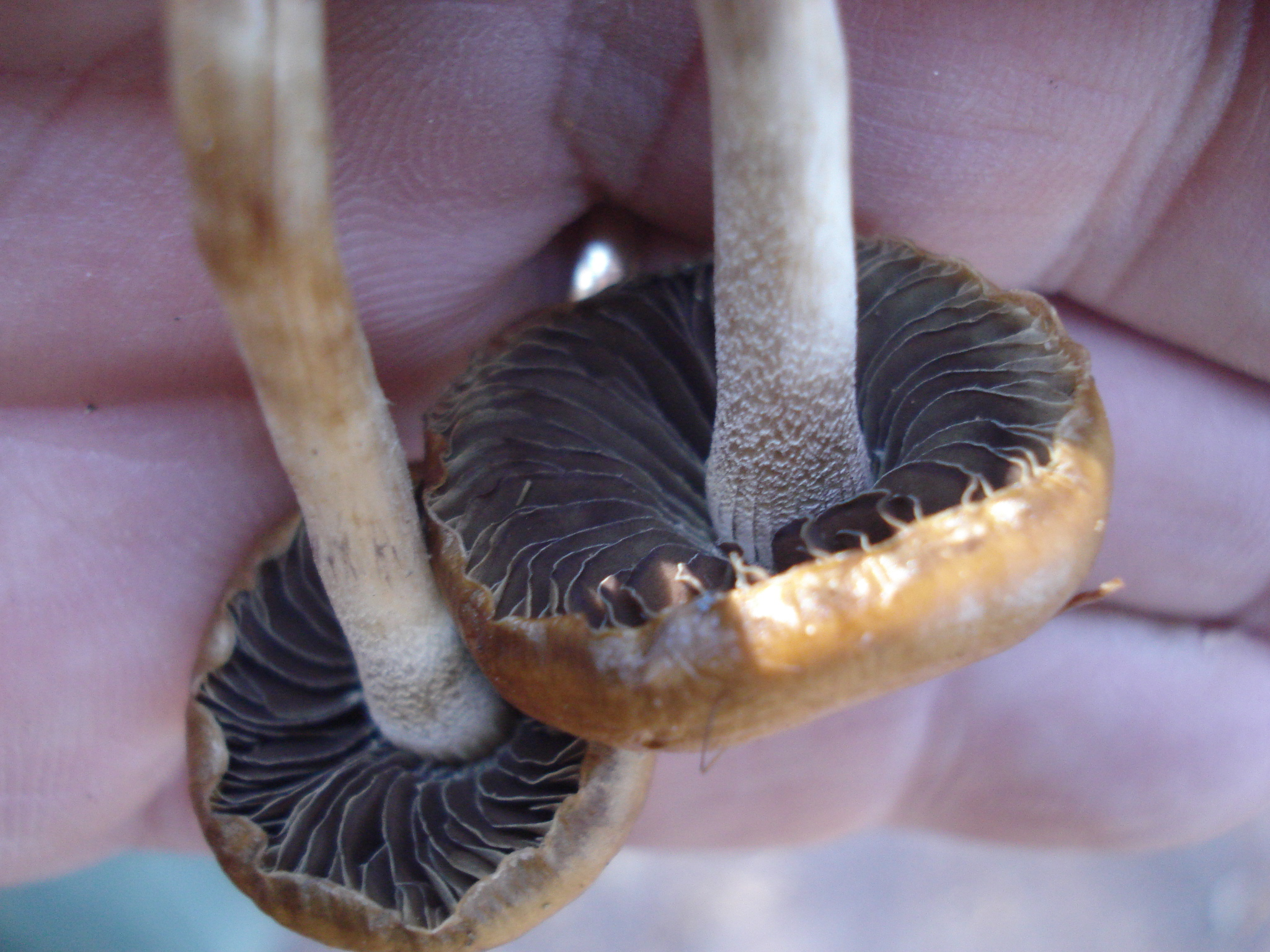

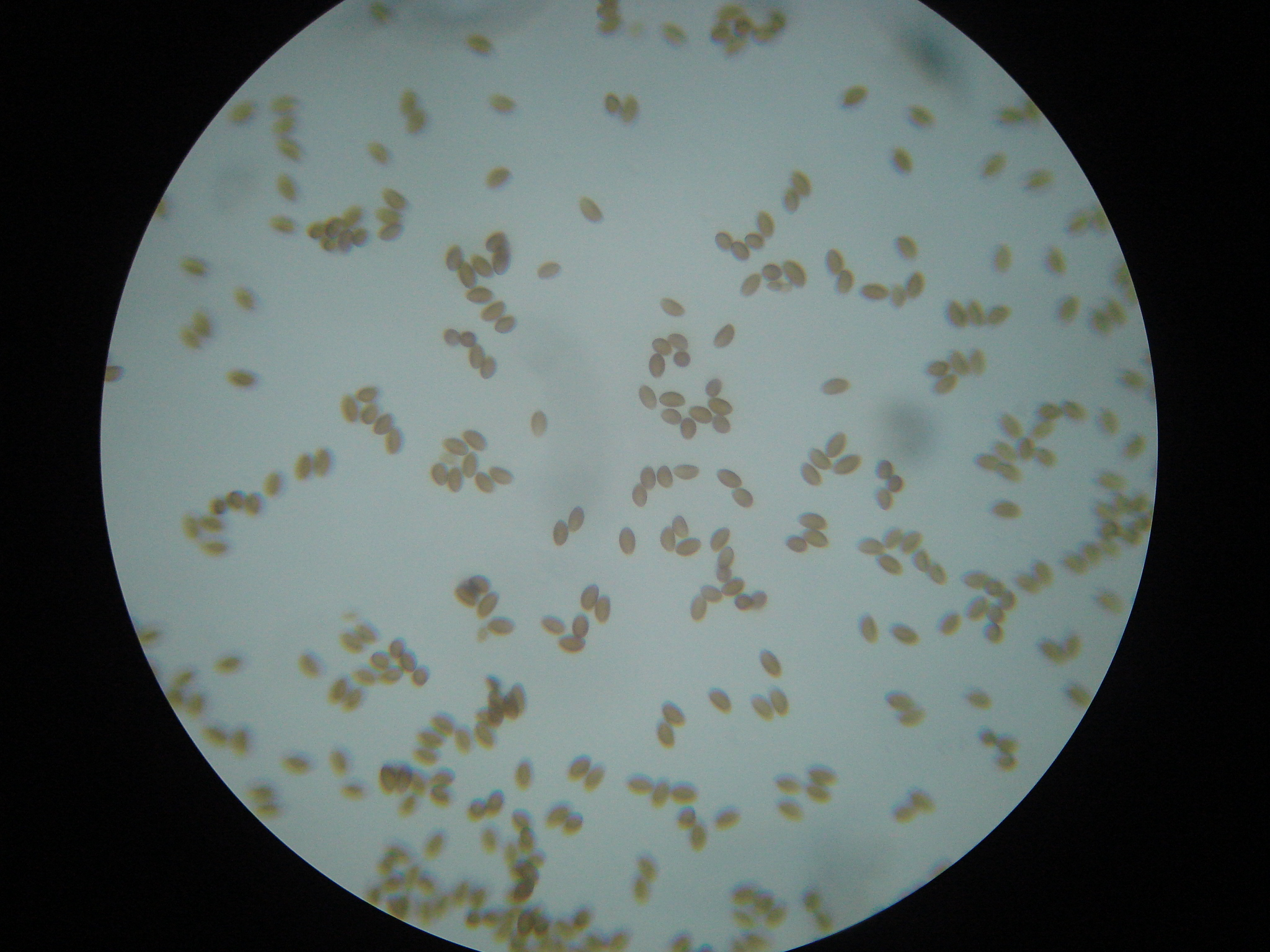
Zarodniki

Maślanka wrzosowa, łysiczka wrzosowa (Hypholoma ericaeum (Pers.) Kühner) – gatunek grzybów z rodziny pierścieniakowatych (Strophariaceae).

## Systematyka i nazewnictwo
Pozycja w klasyfikacji według Index Fungorum: Hypholoma, Strophariaceae, Agaricales, Agaricomycetidae, Agaricomycetes, Agaricomycotina, Basidiomycota, Fungi.
Po raz pierwszy takson ten zdiagnozował w 1801 r. Christiaan Hendrik Persoon nadając mu nazwę Agaricus ericaeus. Obecną, uznaną przez Index Fungorum nazwę nadał mu w 1936 r. Robert Kühner przenosząc go do rodzaju Hypholoma. 
Synonimy:

- Agaricus ericaeus Pers. 1801
- Agaricus ericaeus ß minor Weinm. 1836
- Coprinarius ericaeus (Pers.) P. Kumm. 1871
- Geophila ericaea (Pers.) Quél. 1886
- Naematoloma ericaeum (Pers.) Singer 1951
- Prunulus ericaeus (Pers.) Gray 1821
- Psilocybe ericaea (Pers.) Quél. 1873

Nazwę maślanka wrzosowa podał Władysław Wojewoda w 1999 r. Inne nazwy polskie: bedłka wrzosowa (Feliks Berdau 1876), kołpaczek wrzosowy (Franciszek Błoński 1889), cierniówka wrzosowa (Stanisław Chełchowski 1898), łysak wrzosowiskowy (Józef Teodorowicz 1936). W 2003 r. w zestawieniu wielkoowocnikowych grzybów podstawkowych Polski W. Wojewoda wymienia ten gatunek pod nazwą łysiczka wrzosowa (Psilocybe ericaea).

## Morfologia
Kapelusz
Średnica 9–34 mm, u młodych egzemplarzy dzwonkowaty, u dojrzałych płasko-wypukły z niskim, zaokrąglonym do ostrego garbkiem. Powierzchnia o barwie od żółtawo-brązowej na środku do żółtej na brzegu, gładka, lepka lub sucha. Jest niehigrofaniczny. Brzeg podgięty z kilkoma włókienkami miednicy na młodszych owocnikach.
Blaszki
Przyrośnięte, gęste, początkowo jasno brązowoszare, potem czerwonawo-czarne do czarnych. Ostrza regularne, białawe, pod mikroskopem stereoskopowym oprószone, ze względu na obecność licznych cheilocystyd.
Trzon
Wysokość 41–85(–112), grubość (1,5–) 2–5 mm, centralny, cylindryczny, czasami falisty, z podstawa nieco bulwkowatą, wewnątrz pusty. Powierzchnia podłużnie żłobiona i włóknista o barwie od żółtej do oliwkowy żółtej, podłużnie żłobiona, sucha lub nieco wilgotna. Przy podstawie słabo rozwinięte ryzomorfy. Osłony brak lub bardzo niepozorna w postaci szczątkowej strefy pierścieniowej na wierzchołku trzonu i niewielkich resztek na brzegu kapelusza.
Miąższ
Mięsisty, jędrny, o barwie od białawej do żółtawej.
Wysyp zarodników
Fioletowo-brązowy.
Cechy mikroskopijne
Bazydiospory 12–15(–16) × 7,5–9 µm (Q = 1,44–1,88, Q m = 1,68, n = 103), elipsoidalne z boku i lekko owalne w widoku z przodu, gładkie, cienkościenne z wyraźnymi porami rostkowymi. W KOH żółtawobrązowe. Podstawki 24–41 × 8–11 µm, o kształcie od workowatego do niemal maczugowatego, ze zwężeniem na środku, gładkie i cienkościenne z czterema sterygmami. Pleurocystydy 30–54 × 9–17 µm, wyglądające jak chrysocystydy, wrzecionowate, ze śluzowatym wierzchołkiem, czasami rogate, gładkie i cienkościenne, z bezpostaciową żółtawą zawartością. Cheilocystydy (22–)27–44(–52) × 6–10 µm, półcylindryczne do baryłkowatych lub główkowatych, szkliste, gładkie i cienkościenne, liczne. Skórka kapelusza typu ixocutis, złożona ze splątanych nitkowatych, gładkich, cienkościennych i lekko żelatynizowanych strzępek, o średnicy 3–7 µm. Podskórek utworzony z krótkich lub nitkowatych strzępek o średnicy 8–13 µm, ze ścianami silnie inkrustowanymi przez żółtawe pigmenty. Kontekst tworzony przez nabrzmiałe, szkliste, gładkie i cienkościenne strzępki o średnicy 7–13 µm. Trama blaszek regularna, uzbudowana z cylindrycznych gładkich i cienkościennych strzępek, o średnicy 6–13 µm śr. Skórka trzonu złożona z równoległych, nieżelowanych, cienkościennych strzępek o ścianach gładkich do lekko inkrustowanych i średnicy 3-10 µm. Kaulocystydy w postaci leptocystyd występują na szczycie trzonu. Mają wielkość (21–)25–39(-45) × (5–)8–12 µm, są prawie cylindryczne, baryłkowate lub nieco główkowate, podobnie jak cheilocystydy, gładkie, cienkościenne, szkliste, bez zawartości. Na większości przegród występują sprzążki.

## Występowanie i siedlisko
Opisano występowanie maślanki wrzosowej w Ameryce Północnej, Europie i Maroku. W zestawieniu wielkoowocnikowych grzybów podstawkowych Polski W. Wojewoda w 2003 r. przytacza 10 jej stanowisk. Bardziej aktualne stanowiska podaje internetowy atlas grzybów Polski. Umieszczona w nim jest na liście gatunków zagrożonych, wartych objęcia ochroną. Na Czerwonej liście roślin i grzybów Polski ma status E – gatunek wymierający, którego przeżycie jest mało prawdopodobne, jeśli nadal będą działać czynniki zagrożenia.
Występuje na torfowiskach, wydmach, na obrzeżu sosnowych lasów, przy polnych drogach. Rośnie na ziemi lub piasku na resztkach mchów płonnik, butwiejącym drewnie drzew liściastych i iglastych, wśród mchów torfowiec, na martwych pniach drzew i szczątkach roślin zielnych. Owocniki wytwarza zazwyczaj od czerwca do listopada.